# Paquito el Chocolatero
Pour les articles homonymes, voir Paquito.
Paquito el Chocolatero (ou Paquito chocolatero) est un paso doble composé en été 1937 par Gustavo Pascual Falcó. Elle a donné une danse festive : le paquito.

## Origine
Le Paquito el Chocolatero est composé à Cocentaina, en Communauté valencienne, en été 1937. Son nom provient du beau-frère de l’artiste, Paquito dit « el Chocolatero » en raison de son métier. Lors d’un après-midi, il lui propose trois compositions et lui demande d’en choisir une, il choisit celle qui était la plus fêtarde.

## Histoire
Souvent utilisé lors des fêtes des Maures et Chrétiens auquel on ajoute une chanson écrite en 1941. Durant les années 60, elle arrive au pays basque français où elle devient un élément central des fêtes de Bayonne,.
Au sud-ouest de la France, la musique festive devient populaire. Elle est accompagnée d’une sorte de danse qui porte son nom : le paquito. En 2010 est d’ailleurs effectué le record actuel du monde du plus long paquito lors des fêtes avec une longueur de 2500 mètres.
La musique a connu une dispute juridique sur les droits d’auteur entre la famille Pascual et Consuelo Pérez,.
C'est aussi un paso doble taurin qui fait partie du répertoire des orchestres d'arènes pendant les corridas. Il accompagne la faena de muleta du matador lorsque celui-ci est jugé particulièrement bon par la présidence.

## Reprise
Ce morceau est repris par Los Inhumanos, King Africa et Ricoune (sous le titre Dans un verre à ballon). C’est aussi, selon la Sociedad General de Autores y Editores (SGAE), l’œuvre musicale espagnole qui produit le plus de droits d’auteurs devant les paso doble Viva el pasodoble (de Rocío Jurado) et Islas Canarias (interprétée par Los Sabandeños).